# S:t Marie bassäng
S:t Marie bassäng (finska: Maarian allas) är en damm i Åbo i landskapet Egentliga Finland i Finland. Arean är 74 hektar och strandlinjen är 12,56 kilometer lång. Sjön  ingår i Aura å huvudavrinningsområde.   Den ligger nära Åbo och omkring 150 kilometer väster om Helsingfors. Tillflödet är huvudsakligen Patis å och utflödet Vähäjoki.